# 王之奇
王之奇（？—1173年），字能甫，庆州（今甘肃省庆阳县）人。南宋大臣。徽猷阁直学士王庶之子。
宋高宗绍兴元年（1131年）以父任补京秩，宋孝宗隆兴元年（1163年）知光化军。乾道二年（1166年）转任淮南转运判官。乾道三年（1167年）改任利州路漕运使兼四川宣抚使参议官。乾道四年（1168年），以直秘阁安抚利州两路兼知兴元府。乾道八年（1172年）被宋孝宗赐进士第，担任端明殿学士、吏部侍郎并签书枢密院事，成为宰执。乾道九年（1173年）以资政殿学士、淮南安抚使兼知扬州，同年病卒。